# Нора (Нордгаузен)
Нора (нім. Nohra) — громада в Німеччині, розташована в землі Тюрингія. Входить до складу району Нордгаузен. Складова частина об'єднання громад Гайнляйте.
Площа — 16,09 км2. Населення становить Невірний параметр metadata 16 062 039 ос. (станом на 31 грудня 2021).

## Галерея

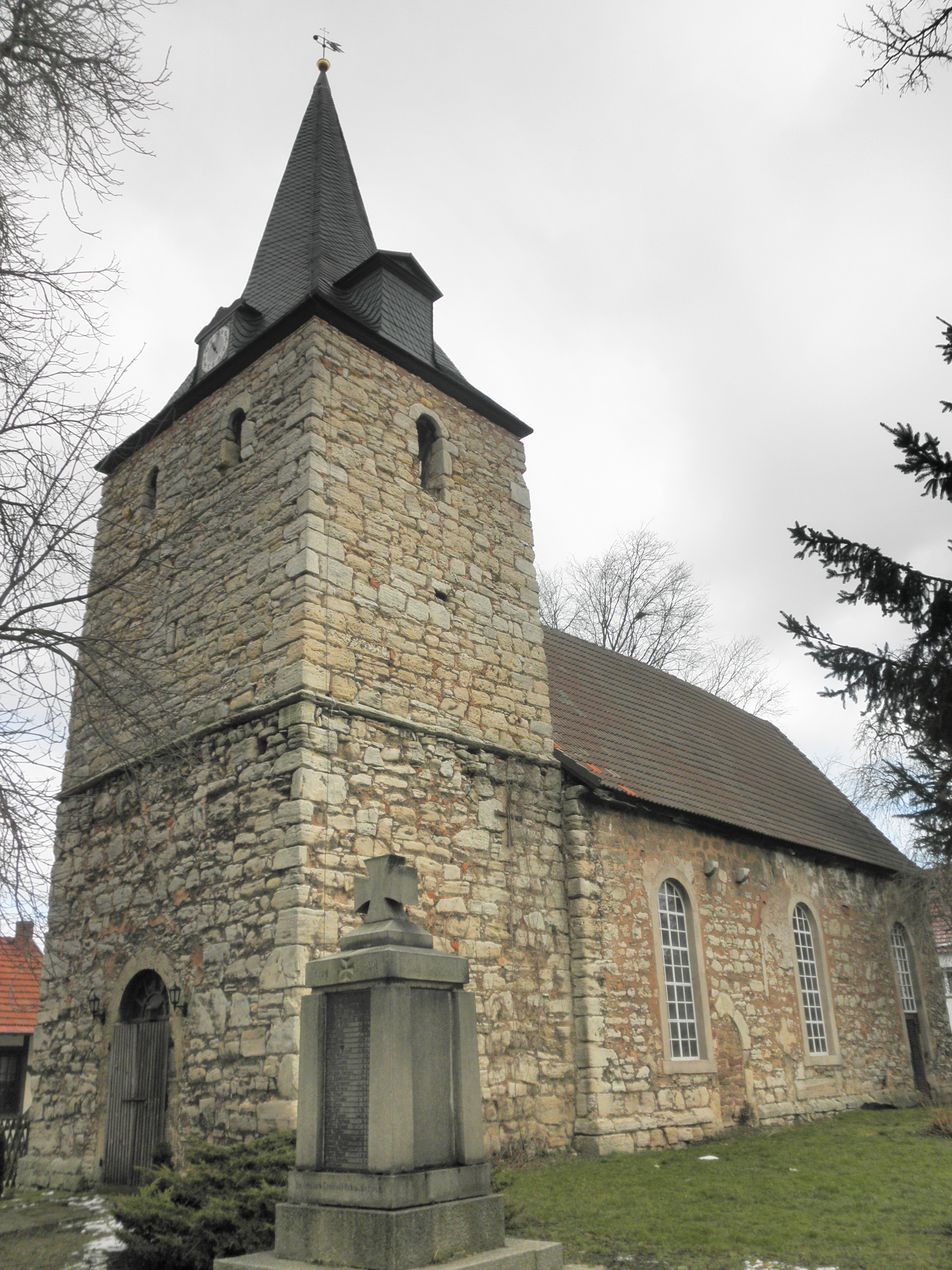
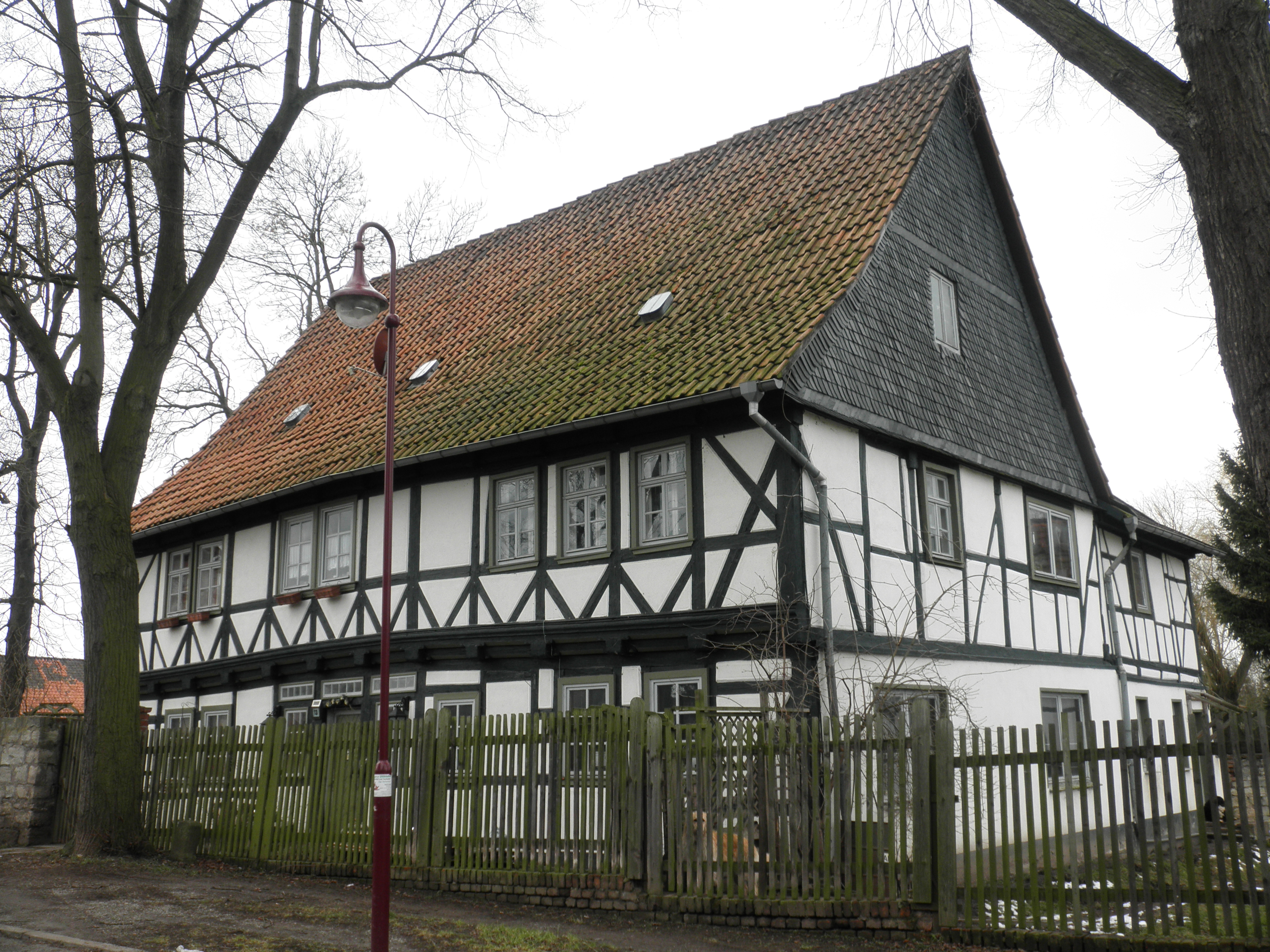